# Casa Comalat
La Casa Comalat est un bâtiment moderniste de Barcelone situé au 42 de l'avenue Diagonale et avec façade postérieure au 316 rue Corse. Elle a été projetée en 1906 et construite en 1911 par l'architecte Salvador Valeri i Pupurull (1873-1954) pour le compte de  Joan Comalat Aleñá, important industriel textile de l'époque.
Actuellement la Maison Comalat est une propriété privée et ne peut être visitée. Beaucoup d'experts du modernisme catalan qualifient la Maison Comalat d'oeuvre unique à Barcelone. 

## Description
La façade principale de la Diagonal est réalisée en pierre et est très décorée. La porte d'entrée est en bois, encadrée de Fer forgé. Au dessus deux grands balcons ont une originalité extrême avec des courbes évoquant la maison Batlló de Gaudi. Le reste de la façade se compose de douze balcons avec des bases sculpturales et des garde-corps en fer forgé fortement curvilignes. La partie supérieure de la façade est parachevée par une grande ornementation florale en pierre.

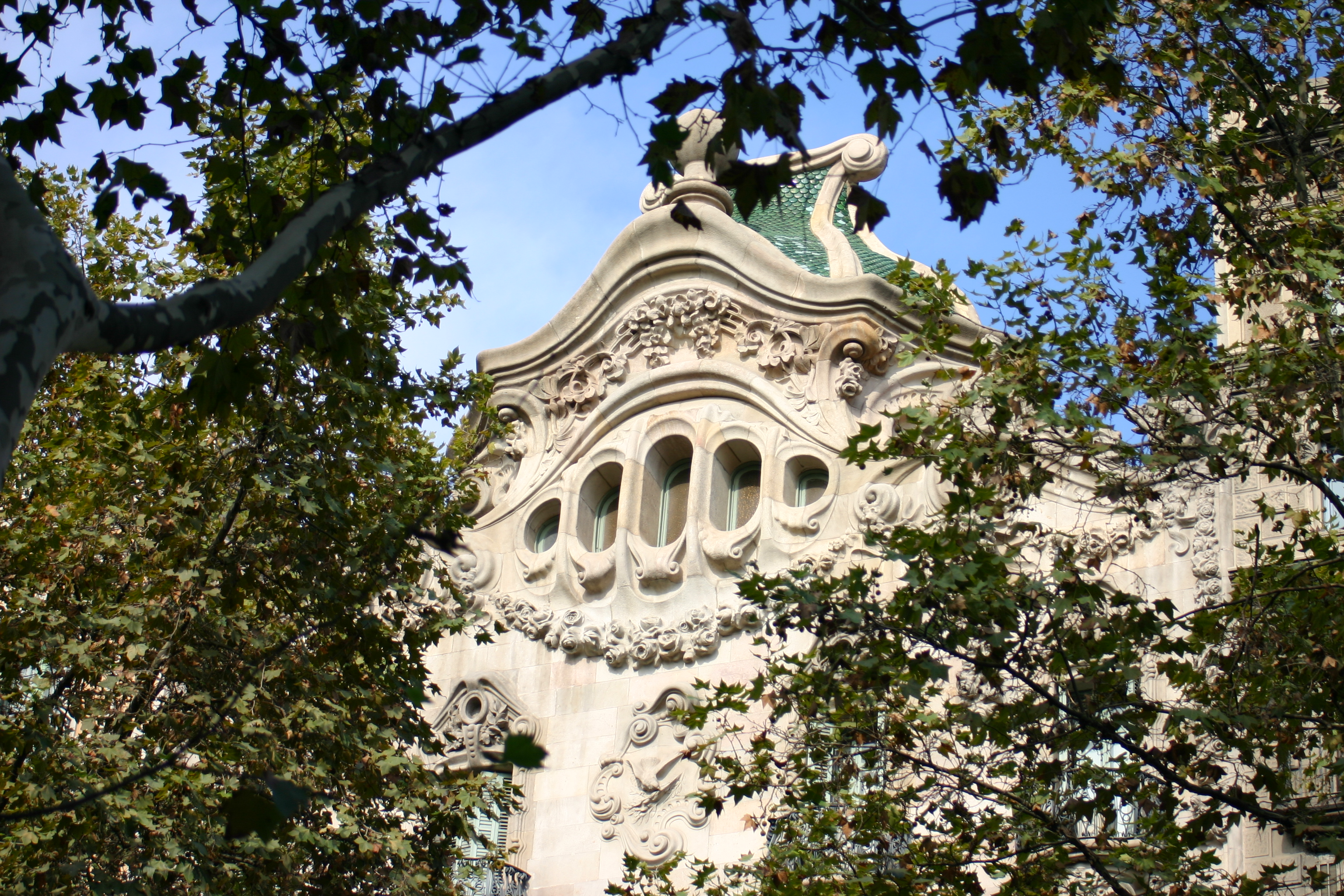
Détail du haut de la façade sur l'avenue Diagonal.

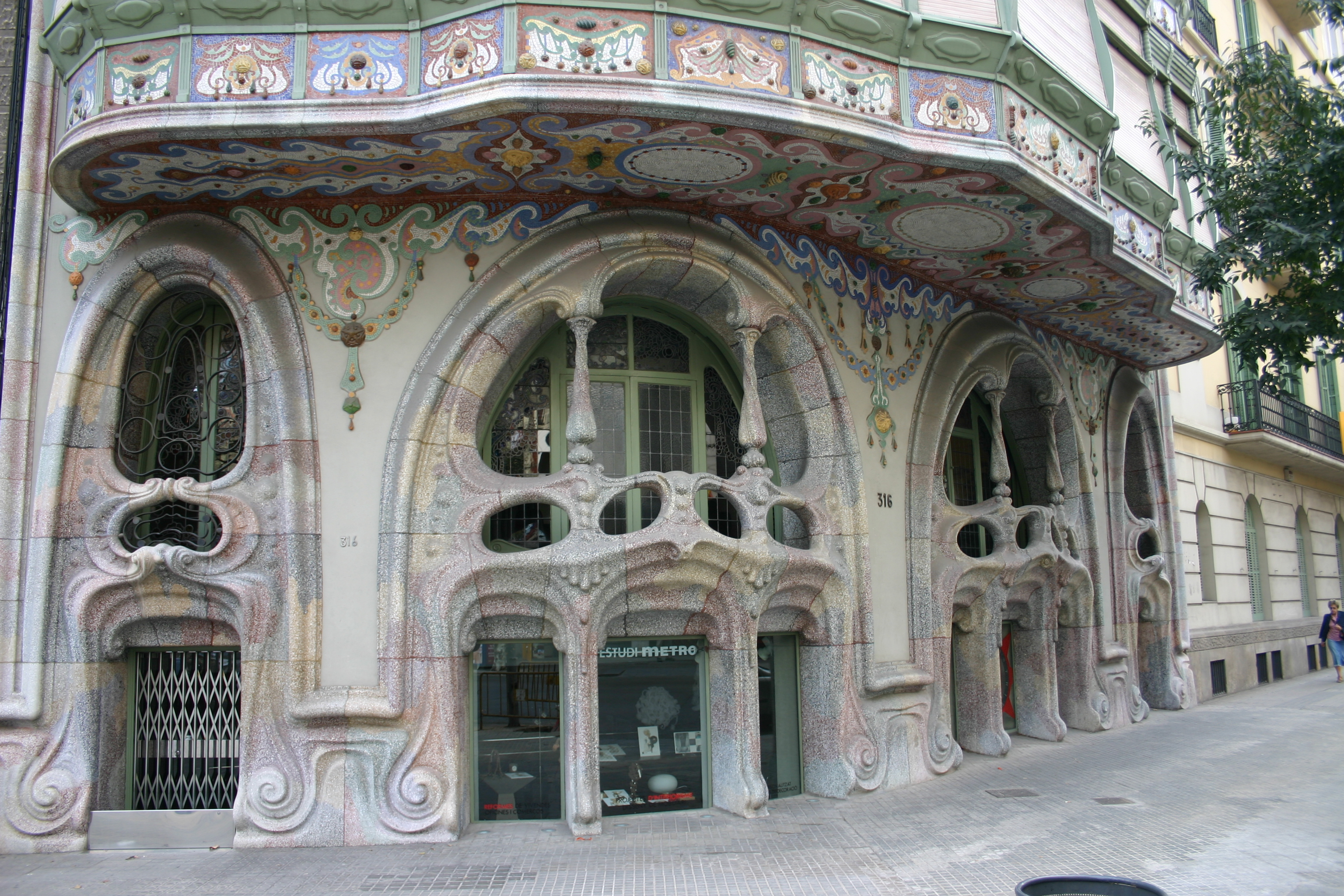
Entrée de la façade sur la rue de Corse.

## Liens
- Ressource relative à l'architecture :   - Inventaire du patrimoine architectural de Catalogne